# Мысль (издательство, Москва)
Изда́тельство «Мысль» (Москва) — советское/российское государственное издательство, существующее с 1930 года (современное название — с 1963 года), isbn 978-5-904100.

## История
Создано в 1930 году в Москве в составе Государственного комитета по делам издательств, полиграфии и книжной торговли Совета Министров СССР как «Издательство социально-экономической литературы» (Соцэкгиз) на основе социально-экономического отдела Госиздата, основанного в 1919 году.
В 1941 году объединено с Госполитиздатом.
В 1957 году снова выделено в самостоятельное издательство с тем же названием.
В 1963 году получило современное название после присоединения Издательства Высшей партийной школы и Академии общественных наук при ЦК КПСС. В этом же году Государственное издательство географической литературы (Географгиз) вошло в состав издательства в качестве специализированной редакции географической литературы.
В 1991 году зарегистрировано ГУП Издательство «Мысль». Прекратило деятельность в 2004 году путем реорганизации в форме преобразования.
В 2004 году зарегистрировано ЗАО Издательство «Мысль» (по состоянию на март 2019 г. является действующим).
В 2005 году архив и бренд издательства были выкуплены группой предпринимателей во главе с Валентином Завадниковым и Андреем Якимчуком.
Для возобновления книгоиздания, бренд был слит с образовательным проектом «ИРИСЭН» в единую марку «ИРИСЭН/Мысль». Финансирование нового проекта шло через отдельный благотворительный фонд. АНО «ИРИСЭН» зарегистрировано в 2002 году (по состоянию на март 2019 года являлось действующим).
В 2018 году истёк срок регистрации товарного знака Издательства «Мысль» (Код ФИПС: 380811).

## Издательская деятельность в СССР
В советское время выпускало исследования, монографии, научно-популярные книги по марксистско-ленинской философии, а также истории философии, научному атеизму, экономике социализма и коммунизма, мировой экономике, истории СССР и всеобщей истории, учебные и методические пособия по общественным наукам для высших партийных учебных заведений и системы политического просвещения и по экономической и физической географии СССР и зарубежных стран.
В 1960—1993 годах совместно с редакцией научно-популярного журнала «Вокруг Света» публиковало ежегодные художественно-географические альманахи «На суше и на море».
В 1972 году объём издательской продукции составил 292 названия (175,8 млн печатных листов-оттисков) тиражом свыше 14 млн экземпляров.
В 1973 году в составе издательства «Мысль» было 3 отраслевых обособленных главных редакций:
- социально-экономической литературы;
- учебно-методической литературы для партийных учебных заведений;
- географической литературы.

В системе Госкомиздата СССР в 1980-х гг. издательство входило в главную редакцию общественно-политической литературы. В 1980—1990 гг. показатели издательской деятельности издательства были следующие:
|                                       | 1980     | 1985     | 1990     |
| ------------------------------------- | -------- | -------- | -------- |
| Кол-во книг и брошюр, печатных единиц | 223      | 220      | 99       |
| Тираж, млн экз.                       | 9,0485   | 9,3379   | 7,3374   |
| Печатных листов-оттисков, млн         | 138,2309 | 145,1493 | 171,0266 |

## Издательская деятельность Ирисэн в России
Выпускает научную, научно-популярную социально-экономическую, географическую литературу.
К 2011 году было выпущено 20 книг, включая ранее не переведённые на русский труды нобелевских лауреатов по экономике, таких как Фридрих Август фон Хайек, Томас Шеллинг, Элинор Остром, Гуннар Мюрдаль.

## Главные редакторы
- Фёдор Семёнович Худушин
- Евгений Алексеевич Тимофеев
- Якимчук Андрей Вячеславович (с 2005 года)[15]

## Тематика

### Серии
- «XX век: Путешествия. Открытия. Исследования»
- «Вопросы географии» (1963—1989; в 1946—1963 гг. — «Географиз»)
- «Всемирная история» (1956—1965; 10 т. осн., 3 доп.)
- «Всемирная история экономической мысли» (1987—1997, в 6 т. (в т. 6 две части), гл. ред. В. Н. Черковец)
- «Замечательные географы и путешественники»
- «Мыслители прошлого»
- «Природа мира» (13 т.)
- «Советский Союз» (23 т.; 1966—1972)
- «Социально-экономические проблемы развивающихся стран»
- «Справочники-определители географа и путешественника» (14 т.)
- «Страны и народы» (20 т.)
- «У карты мира»
- «Философское наследие» (133 т.)

### Авторы
В издательстве вышли собрания сочинений и отдельные книги русских историков С. М. Соловьёва и В. О. Ключевского, монографии советских историков Л. В. Черепнина, А. А. Зимина, Р. Г. Скрынникова, Н. И. Павленко, Н. Я. Эйдельмана и Н. А. Троицкого, историка-античника С. Л. Утченко и византиниста Ф. И. Успенского, историков нового времени М. А. Барга и А. З. Манфреда, историков географических открытий Я. М. Света и А. Б. Дитмара, историка-востоковеда и этнолога Л. Н. Гумилёва и биофизика А. Л. Чижевского, геолога С. В. Обручева и географа и москвоведа И. К. Мячина, философов П. А. Флоренского и А. Ф. Лосева. Среди произведений иностранных авторов можно отметить книги американского художника Рокуэлла Кента, западногерманского натуралиста Бернгарда Гржимека, французского писателя-мариниста Жоржа Блона, норвежского археолога Тура Хейердала, британского путешественника Перси Фосетта, а также латиноамериканских исследователей доколумбовых цивилизаций Альберто Руса и Мануэля Галича.